# Långtjärnen (Hammerdals socken, Jämtland, 706033-148810)
Långtjärnen är en sjö i Strömsunds kommun i Jämtland och ingår i Indalsälvens huvudavrinningsområde.